# Jaak Aaviksoo
Jaak Aaviksoo, né le 11 janvier 1954 à Tartu, est un homme politique d'Estonie, membre de l'Union pour la patrie et Res Publica (IRL).

## Éléments personnels

### Formation
Ayant terminé ses études secondaires à Tartu en 1971, il intègre l'université de Tartu et en ressort cinq ans plus tard, diplômé de physique théorique.
En 1981, il obtient un doctorat en physique mathématique à l'Institut de physique de l'Académie des sciences d'Estonie.
Il a également étudié à l'Institut de physique thermale de Novossibirsk  en 1981, à l'Institut Max Planck de recherche sur les solides, à Stuttgart, entre 1987 et 1989, à l'université d'Osaka en 1991, et à l'université Paris-VII en 1991, 1994 et 2001.

### Carrière
Jaak Aaviksoo commence par être chercheur à l'Académie des sciences d'Estonie entre 1976 et 1992. Cette même année, il devient premier adjoint au recteur de l'université de Tartu jusqu'en 1995.
Entre septembre et novembre 1995, il dirige par intérim l'Institut de physique expérimentale et de technologie de cette même université. Il en prend la direction entre décembre 1996 et mai 1998.
De 1998 à 2006, il occupe le poste de recteur de l'université de Tartu.

### Vie privée
Marié et père de trois enfants, il parle couramment l'allemand, l'anglais, le russe et maîtrise le français.

## Activité politique
Il adhère au Parti de la réforme (ER) en 1995, mais le quitte trois ans plus tard. Depuis 2006, il est membre de l'Union pour la patrie et Res Publica (IRL).

### Premiers postes ministériels
Le 6 novembre 1995, il est nommé ministre de la Culture et de l'Éducation du second gouvernement dirigé par Tiit Vähi. Celui-ci réorganise les ministères au 1er janvier 1996 et Aaviksoo devient ministre de l'Éducation. Il quitte le gouvernement quelques mois plus tard, le 30 novembre.

### De la Défense à l'Éducation
Onze ans plus tard, le 5 avril 2007, Jaak Aaviksoo est nommé ministre de la Défense dans le second gouvernement dirigé par Andrus Ansip, puis retrouve le ministère de l'Éducation et de la Recherche le 5 avril 2011, dans le gouvernement Ansip III.

## Distinctions
- Membre de l'Académie estonienne des sciences, 1994
- Docteur honoris causa de l'université de Laponie, 2012

## Décorations
- Ordre du Blason national d'Estonie de 4e classe, 2000
- Ordre de l'Étoile blanche d'Estonie de 2e classe, 2006
- Grand officier de l'ordre des Trois Étoiles, 2009